# Proteazom-aktivirani receptor
Proteazom-aktivirani receptori su potfamilija G protein-spregnutih receptora koji se aktiviraju odsecanjem dela njihovog ekstracelularnog domena. Oni su visoko izraženi u trombocitima, ali takođe i u ćelijama endotela, miocitima i neuronima.

## Klasifikacija
Poznata su četiri proteazom-aktivirana receptora (PAR). Oni su numerisani od jedan do četiri. Ti receptori su članovi sedam transmembranske G-protein spregnute receptorske superfamilije, i izraženi su u mnogim delovima tela.

## Aktivacija
PAR receptori se aktiviraju dejstvom serinskih proteaza, kao što su trombin (sa dejstvom na PAR receptore 1, 3 i 4) i tripsin (PAR 2). Ovi enzimi odsecaju N-terminus receptora, koji zatim deluje kao ligand. U odsečenom stanju, deo samog receptora je agonist, što izaziva fiziološki respons.
PAR familija deluje putem G-proteina i podjedinice (cAMP inhibicija), 12/13 (Raf/Ras aktivacija) i q (kalcijum signalizacija).

## Funkcija
Ćelijski efekti trombina su posredovani proteazom-aktiviranim receptorima (PAR). Trombinska signalizacija u trombocitima doprinosi hemostazi i trombozi. Endotelni PAR receptori doprinose regulaciji vaskularnog tona i permeabilnosti, dok u vaskularnim glatkim mišićima oni posreduju kontrakcije, proliferaciju, i hipertrofiju. PAR receptori doprinose proinflamatornom odgovoru kod ateroskleroze i restenoze. Nedavna istraživanja su takođe ukazala na uticaj ovih receptora na rast mišića, i diferencijaciju i proliferaciju koštanih ćelija.
U T ćelijama, aktivacija PAR1, PAR2 i PAR3 receptora indukuje tirozinsku fosforilaciju VAV1 proteina. Aktivacija PAR receptora takođe dovodi do povećanja tirozinske fosforilacije ZAP-70 i SLP-76, dva ključna proteina u TCR signalizaciji.

## Literatura
1. ↑  Macfarlane SR, Seatter MJ, Kanke T, Hunter GD, Plevin R (2001). „Proteinase-activated receptors”. Pharmacol Rev. 53 (2): 245—82. PMID 11356985. Архивирано из оригинала (abstract) 11. 12. 2008. г. Приступљено 14. 12. 2010.
2. ↑  Coughlin SR, Camerer E (2003). „PARticipation in inflammation”. J. Clin. Invest. 111 (1): 25—7. PMC 151847 . PMID 12511583. doi:10.1172/JCI17564.
3. ↑  Martorell L, Martínez-González J, Rodríguez C, Gentile M, Calvayrac O, Badimon L (2008). „Thrombin and protease-activated receptors (PARs) in atherothrombosis”. Thromb. Haemost. 99 (2): 305—15. PMID 18278179. doi:10.1160/TH07-08-0481.
4. ↑  Bar-Shavit R, Maoz M, Yongjun Y, Groysman M, Dekel I, Katzav S (2002). „Signalling pathways induced by protease-activated receptors and integrins in T cells”. Immunology. 105 (1): 35—46. PMC 1782632 . PMID 11849313. doi:10.1046/j.0019-2805.2001.01351.x.

## Spoljašnje veze
- „Protease-Activated Receptors”. IUPHAR Database of Receptors and Ion Channels. International Union of Basic and Clinical Pharmacology. Архивирано из оригинала 03. 03. 2016. г.
- Proteinase-Activated+Receptors на 